# Saskia Informations-Systeme
SASKIA® Informations-Systeme GmbH ist ein deutsches Software-Unternehmen mit Sitz im Chemnitzer Stadtteil Mittelbach.

## Geschichte
1990 gründeten Ralf Grünewald, Joachim Engel und Wolfgang Köhler die GEK Consulting GmbH um Dienstleistungen im EDV-Bereich anzubieten. Aus dem VEB Datenverarbeitungszentrum Karl-Marx-Stadt war 1990 die Complex Informationsverarbeitung GmbH entstanden. 1992 übernahm die GEK Consulting dieses Unternehmen und führte es als GEK/COMPLEX Informations-Systeme GmbH weiter.
Neben verschiedenen IT-Dienstleistungen war das Unternehmen auch mit dem Einsatz der zentralrechnergestützten kommunalen Buchführungssoftware der Datenzentrale Baden-Württemberg FIWES beauftragt. Da es sich bei dieser Software um ein kommunal- und staatlich finanziertes Produkt und kommunale Daten handelte, wurde die weitere Verwendung durch ein privatwirtschaftliches Unternehmen kritisch gesehen. Die Nutzungsrechte am Programm wurden deshalb ab 1994 auf drei mit Unterstützung der Datenzentrale und des Sächsischen Städte- und Gemeindetages neu gegründete kommunale Zweckverbände übertragen. Das Programm sollte im Rechenzentrum Stuttgart laufen. Im Gegenzug gründete GEK/Complex 1993 das Tochterunternehmen Kommunale Informationsverarbeitung Süd-Sachsen GmbH (KISS) und plante 51 % der Anteile an die Kommunen zu veräußern. Damit sollte sichergestellt werden, dass auch weiterhin FIWES in regionalen Rechenzentren in Sachsen eingesetzt werden konnte.
Da nicht alle Kommunen sich an den Zweckverbänden beteiligten und eine Datenverarbeitung in Sachsen bevorzugten, scheiterten die Pläne der Zweckverbände. Aber auch die GEK/Complex setzte die Vorhaben nicht um. Schließlich einigte man sich darauf, das GEK/Complex bis zum Jahresende 1995 FIWES nutzen konnte. Gleichzeitig begann das Unternehmen mit der Entwicklung einer eigenen Software, die nach dem Auslaufen der Lizenzen ihren Kunden als Alternative angeboten werden konnte. Im Gegensatz zum FIWES-Verfahren war das neue Programm SASKIA-HKR kein reines Zentralrechnerverfahren, sondern war auch auf örtlichen Servern lauffähig.
1994 erfolgte eine Umbenennung der KISS in Kommunale Informationsverarbeitung Südsachsen GmbH (KIS) und 1996 in Kommunale Informations-Systeme GmbH.
1997 bezog die Firmengruppe ihr Geschäftsgebäude in einem Gewerbegebiet in Chemnitz-Mittelbach. 1998 erhielt die SASKIA-HKR als erstes Buchführungsprogramm die gesetzliche Zulassung der Sächsischen Anstalt für kommunale Datenverarbeitung für den Einsatz in sächsischen Kommunen. 2001 wurde die Kommunale Informations-Systeme GmbH in SASKIA® Informations-Systeme GmbH umbenannt. Das Unternehmen bietet ein umfangreiches Spektrum an IT-Dienstleistungen an. Neben eigenen Produkten im Bereich Gewerbe- und Ordnungswidrigkeitenrecht, werden auch die Software anderer Unternehmen (u. a. für das Standesamtswesen, Lohnbuchhaltung, Pass- und Meldewesen) angeboten.
2006 verkauften die bisherigen Gesellschafter ihre Anteile am Unternehmen aus Altersgründen an die Envia-Mitteldeutsche-Energie-Tochter GISA GmbH (90 %) und den Zweckverband Kommunale Informationsverarbeitung Sachsen (10 %). Der Zweckverband, Nachfolger der drei kommunalen Datenzweckverbände, war nach dem Ablauf der Zertifizierung von FIWES 2003 auf der Suche nach einem zertifizierten bzw. zertifizierbaren HKR-Programm für seine Mitglieder. In der Folge kam es vor allem im Bereich Marketing und Vertrieb zu einer engen Abstimmung mit dem Zweckverband KISA.
Mit der Einführung der Doppik in den sächsischen Kommunen ab 2007 wurde die Software SASKIA® komplett überarbeitet und an die neuen gesetzlichen Bestimmungen angepasst. Durch den Zweckverband KISA erfolgt die Vermarktung der HKR-Software als IFRSachsen.Ki-Sa.
Im Rahmen einer Neuausrichtung der Geschäfte beim IT-Dienstleister GISA sowie finanziellen Problemen beim Zweckverband erfolgte zum 1. Januar 2014 der Verkauf der SASKIA® Informations-Systeme GmbH an die Robotron Datenbank Software GmbH in Dresden.